# Zorzines yoshimoto
Zorzines yoshimoto är en fjärilsart som beskrevs av Inoue 1988. Zorzines yoshimoto ingår i släktet Zorzines och familjen nattflyn. Inga underarter finns listade i Catalogue of Life.